# (9051) 1991 UG3
1991 يو جي 3 (ويعرف أيضًا باسم (9051) 1991 يو جي 3 وفق تسمية الكوكب الصغير) (بالإنجليزية: 1991 UG3)‏ هو كويكب ضمن حزام الكويكبات؛ وترتيبه 9051 من حيث الاكتشاف.
اكتُشف هذا الجُرم الفلكي بواسطة هيروشي كانيدا في 31 أكتوبر 1991.

## وصلات خارجية
- (9051) 1991 UG3 في قاعدة بيانات مختبر الدفع النفاث لأجرام النظام الشمسي الصغيرة

- الاكتشاف · مخطط المدار ·  العناصر المدارية · المعلمات المادية

- (9051) 1991 UG3 على موقع ويكي سكاي: DSS2, SDSS, GALEX, IRAS, Hydrogen α, X-Ray, Astrophoto, Sky Map, Articles and images